# Ктени
Ктени (на гръцки: Κτένι, катаревуса: Κτένιον , Ктенион) е село в Гърция, в дем Кожани, област Западна Македония.

## География
Ктени е разположено на 680 m надморска височина, на около 20 km южно от град Кожани, в подножието на планината Червена гора (Вуринос).

## История

### Средновековие
На хълм западно от селото са останките на средновековната Ктенийска крепост.

### В Османската империя
В 1528 година Хтени има 70 домакинства с 315 жители.
В 1649 година населението на Ктени се укрива в крепостта от албанска банда, която обаче я обсажда и след 3 месеца я превзема. В крепостта няма останки от църкви, което означава, че не имало постоянно селище или гарнизон.
В края на ХІХ век Ктени е гръцко християнско село в югозападната част на Кожанската каза на Османската империя. Александър Синве ("Les Grecs de l’Empire Ottoman. Etude Statistique et Ethnographique"), който се основава на гръцки данни, в 1878 година пише, че в Ктени (Khténi) живеят 150 гърци.
Според статистиката на Васил Кънчов през 1900 в Стени има 75 гърци.
На Етнографската карта на Битолския вилает на Картографския институт в София от 1901 година Хтени е чисто гръцко село в Кожанската каза на Серфидженския санджак с 15 къщи.
Според статистика на Серфидженския санджак на гръцкото консулство в Еласона от 1904 година в Ктени (Κτένι), Кожанска каза, живеят 100 гърци елинофони християни.
По данни на секретаря на Българската екзархия Димитър Мишев („La Macédoine et sa Population Chrétienne“) в 1905 година в Стене (Stené) има 75 гърци.

### В Гърция
През Балканската война в 1912 година в селото влизат гръцки части и след Междусъюзническата в 1913 година остава в Гърция. Първото гръцко преброяване показва 150 жители.
Населението традиционно произвежда жито, тютюн и други земеделски продукти, като се занимава и със скотовъдство.
| Година    | 1913 | 1920 | 1928 | 1940 | 1951 | 1961 | 1971 | 1981 | 1991 | 2001 | 2011 | 2021 |
| --------- | ---- | ---- | ---- | ---- | ---- | ---- | ---- | ---- | ---- | ---- | ---- | ---- |
| Население | 150  | 136  | 183  | 217  | 243  | 308  | 210  | 211  | 152  | 109  | 73   | 55   |

Основният селски празник е на Преображение Господне (6 август).